# Jardin de Chinzan-so
Le jardin Chinzan-so (椿山荘, Chinsan-sō) est un jardin japonais situé dans l'arrondissement de Bunkyō à Tokyo. Fondé en 1877, le jardin qui couvre une superficie proche de 66 000 m2, est riche en objets et vestiges historiques.
Le jardin, qui appartient à l'hotel Chinzanso Tokyo, est accessible à pied de la station de métro d'Edogawabashi.

## Histoire
Au cours de l'ère Meiji, le propriétaire du domaine et prince d’État bien connu Yamagata Aritomo, construit ici sa maison et l'a nomme Chinzan-so ou « maison des camélias » d'après les nombreux camellias qui y fleurissent. Il tire le meilleur profit de la topographie vallonnée pour la construction du manoir. Le prince y accueille de nombreuses réunions politiques importantes. Les documents rapportent que l'empereur Meiji lui-même organise un certain nombre de conférences importantes avec ses hauts dignitaires dans la « maison des camélias ». 

## Objets historiques
Lorsque la propriété est transmise au baron Heitaro Fujita, il décore le jardin de monuments historiques en provenance de tout le Japon, particulièrement Kyoto et Toba dans la préfecture de Mie. Une pagode de mille ans est transférée depuis les montagnes d'Hiroshima. Cette page à deux étages a été construite par les moines du temple Chikurin-ji sans utiliser un seul clou. Le sanctuaire Shiratama Inari au centre du jardin est déménagé du terrain de Shimogamo à Kyoto en 1924. Parmi les autres trésors culturels disséminés dans le site se trouvent des images taoïstes et bouddhistes sculptées et plus de trente lanternes de pierre. Le jardin comprend également un grand étang, une chute d'eau et une source naturelle, ainsi qu'un arbre sacré âgé de 500 ans qui mesure 4,5 m autour de sa base.

## Galerie

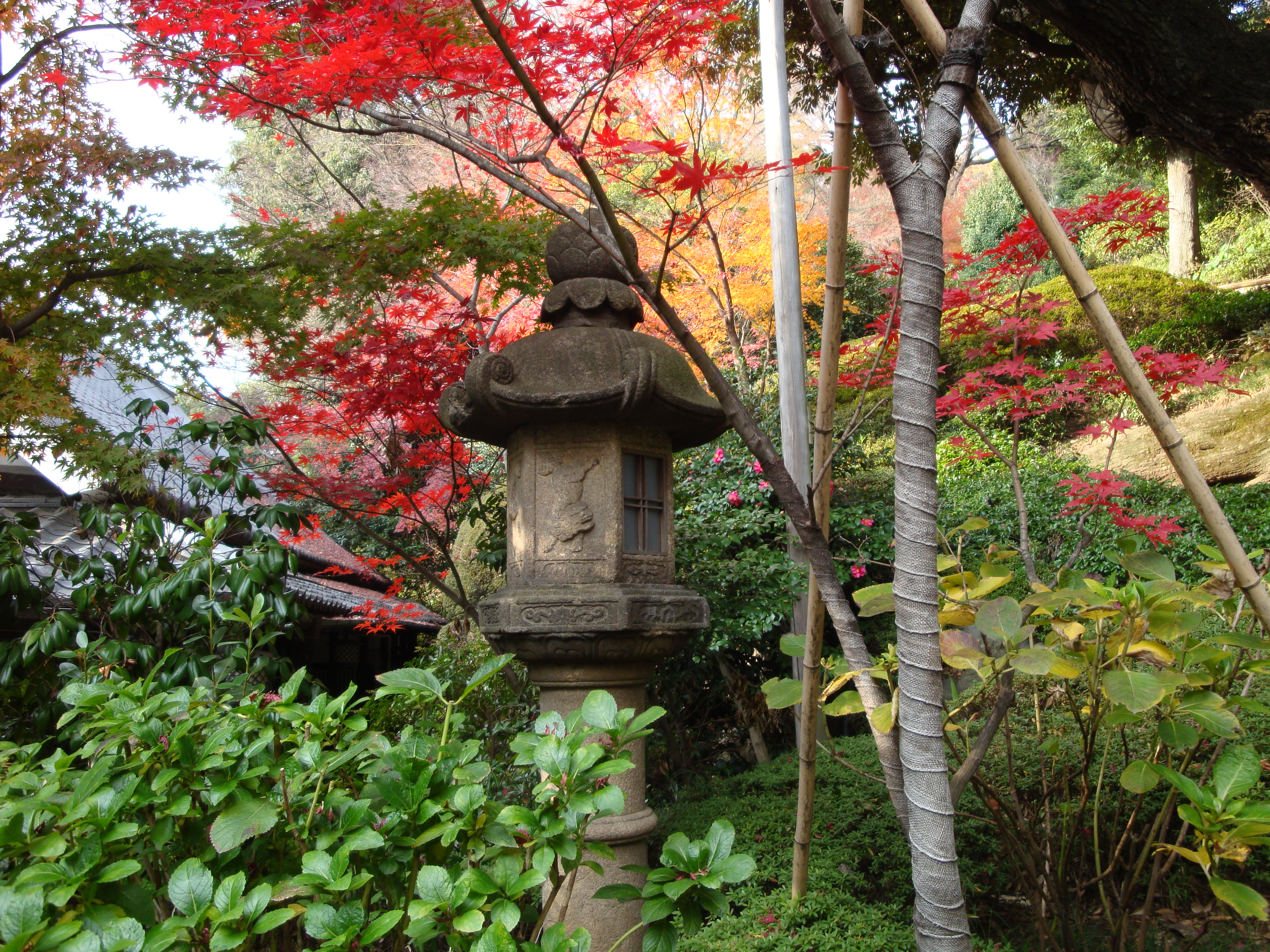
Tōrō (lanterne de pierre)
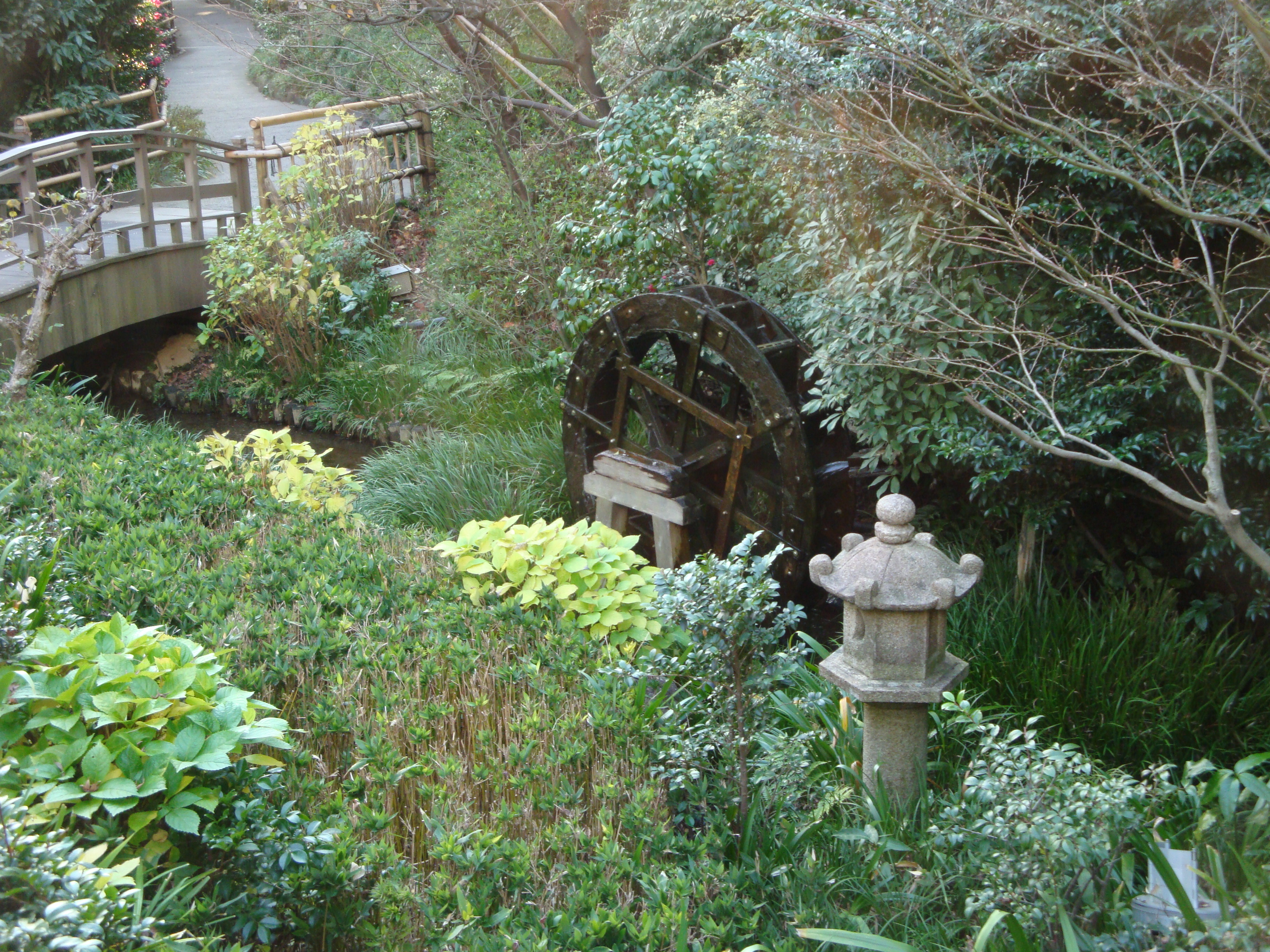
Un moulin à eau
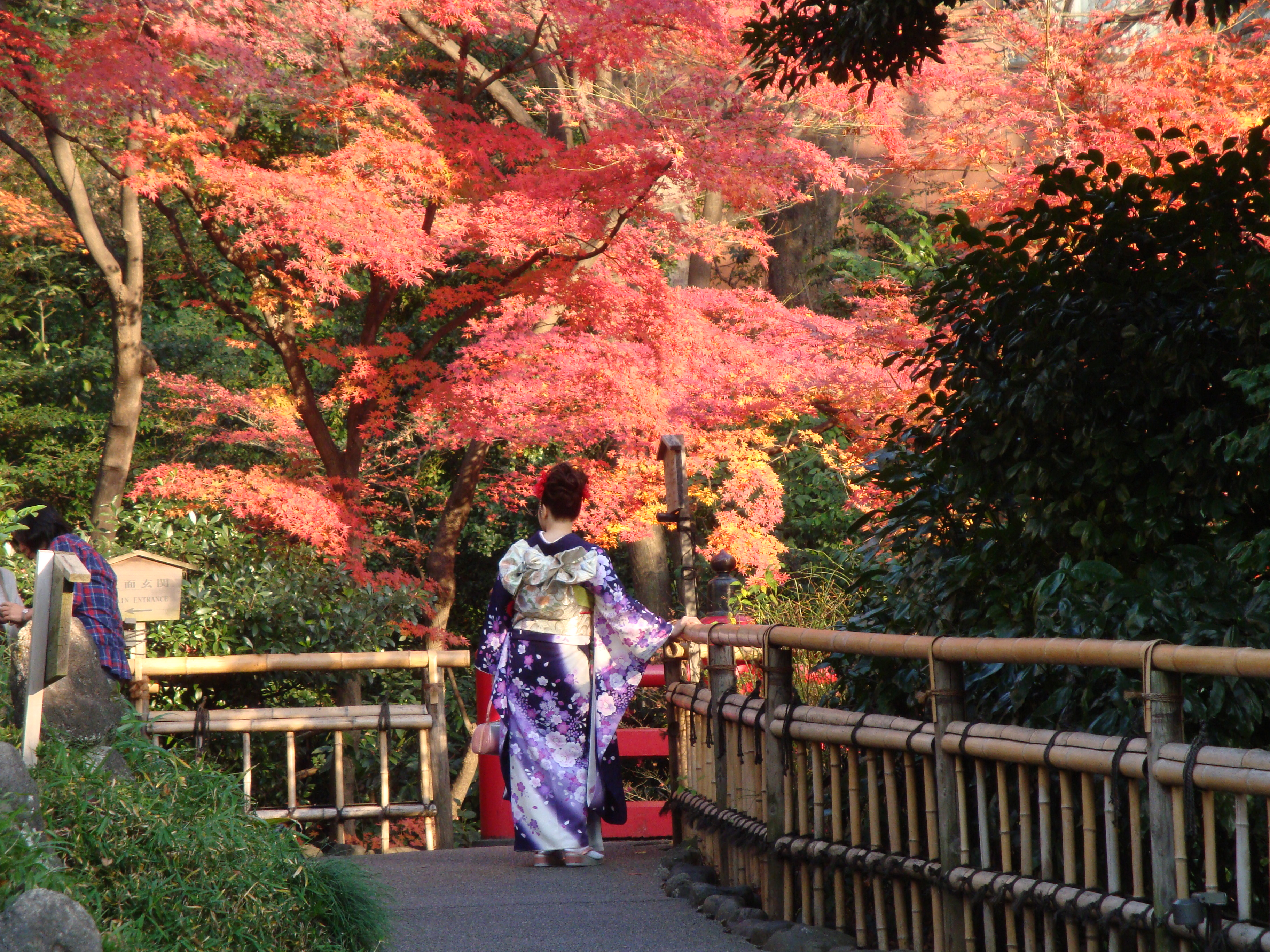
Un pont
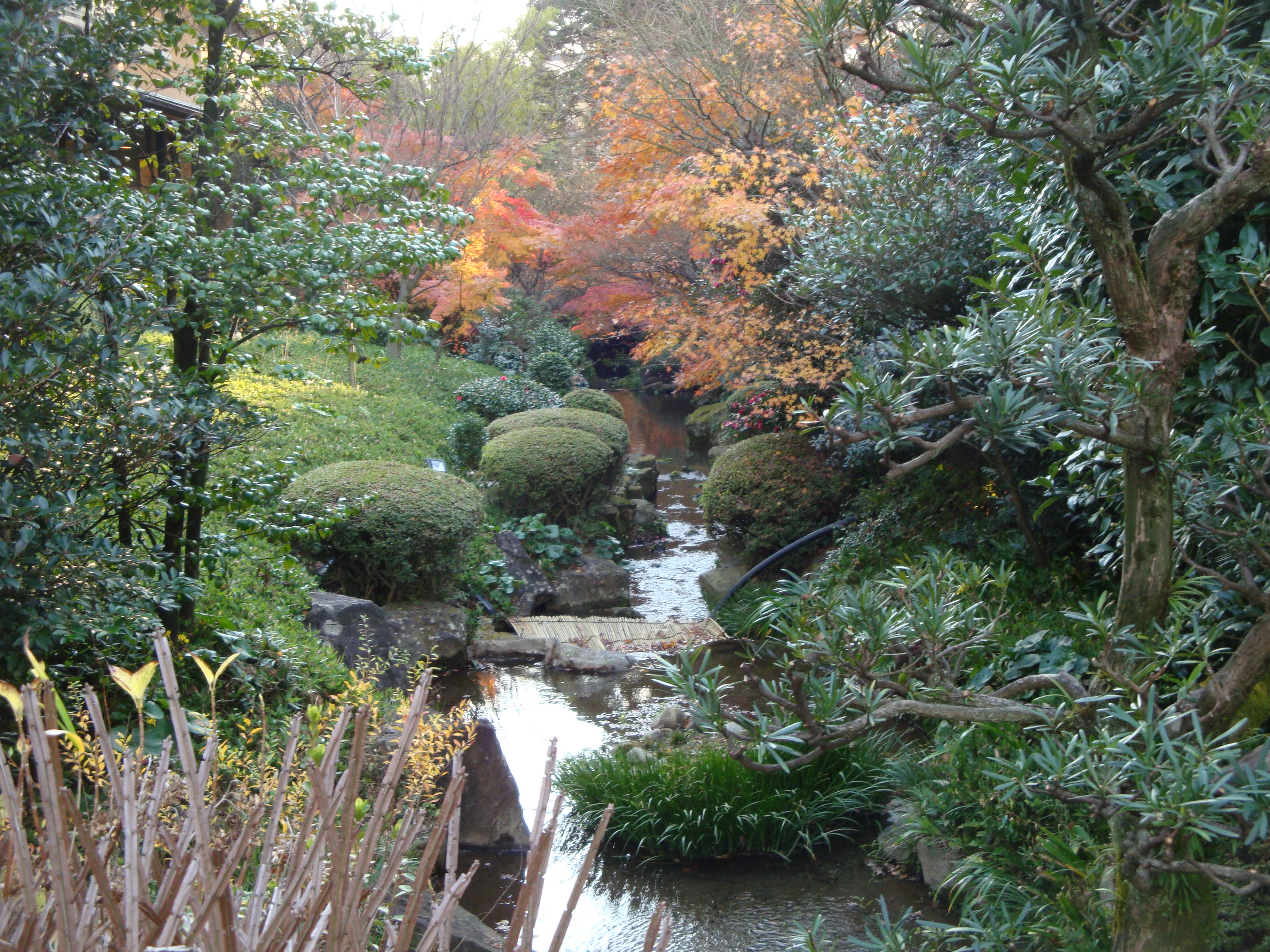
Le ruisseau Hotaru-sawa
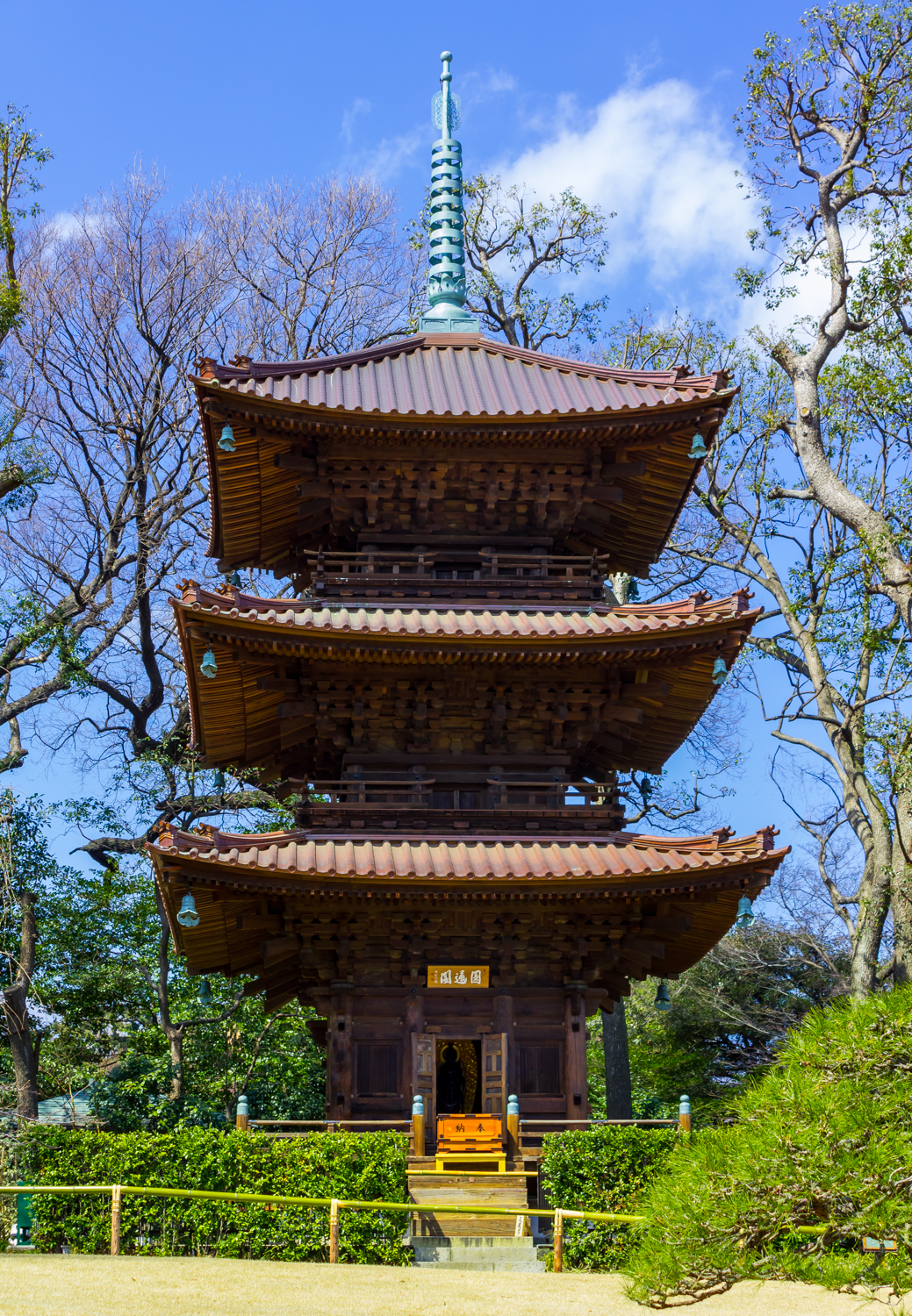
Pagoda

## Référence
- (en) Cet article est partiellement ou en totalité issu de l’article de Wikipédia en anglais intitulé « Chinzan-so Garden » (voir la liste des auteurs).